# Willem I van Aquitanië
Willem I van Aquitanië (?, 875 - Brioude, 6 juli 918), bijg. de Vrome, was een zoon van de Bernard Plantevelue, en van Ermengarde van Auvergne.
In opvolging van zijn vader werd hij heerser over Auvergne en Limousin. In 909 riep Willem zichzelf uit tot hertog van Aquitanië. Zijn gebied strekte zich uit van Austrasië tot Toulouse, daartoe behoorde ook Autun, Mâcon en Auvergne.
Willem huwde voor 898 met Engelberga, dochter van Bosso van Provence en Ermengarde der Franken. Zij hadden een dochter, Ermengarde, die huwde met graaf Rotuld I van Agel, zoon van Boso III van Arles.
In 909/10 stichtte Willem ook de abdij van Cluny.